# Johan-Mengels Culverhouse
Johan-Mengels Culverhouse (Rotterdam, 29 août 1820-Philadelphie, 18 décembre 1894) est un peintre américain, d'origine hollandaise.

## Biographie
Il étudie à l'Académie des beaux-arts de Düsseldorf puis expose à Groningue dès 1845 et à Rotterdam et La Haye (1846) avant de partir s'installer aux États-Unis. En 1849, il expose à l'American Academy of the Fine Arts, en 1851 au Boston Athenaeum et à la New-Jersey Art-Union et en 1852 au National Academy of Design et à la Pennsylvania Academy of the Fine Arts. Plusieurs de ses œuvres entrent alors dans divers musées américains.
De 1857 à 1864, il participe aux Salons parisiens et expose de nouveau aux Pays-Bas avant de revenir aux États-Unis. En décembre 1871, il s'installe à Syracuse (New York) et expose de nombreuses fois dont à la Brooklyn Art Association en 1877.

## Œuvres
De son importante production, on peut citer :
- Figures skating by moonlight, 1858
- Musizierendes Trio im Stubeninterieur, dem ein Herr und eine Dienstmagd lauschen, 1859
- L'Attente, 1860
- Skating by Moonlight, 1867
- Philadelphia Market Square, 1869
- Clinton Square, Syracuse, 1872 (Voir)
- The Death of de Soto, 1873, New Britain Museum of American Art
- Children walking down a path, 1873
- Ice Skating at Sunset, 1874
- Skating on the Wissahickon, 1875, Metropolitan Museum of Art (Voir)
- Selling refreshments on the ice, 1878
- The vegetable market at night, 1878
- Skaters before a riverside town, 1979
- Moonlit Market, 1894, High Museum of Art
- Moonlight Boating Party, Brooklyn Museum
- Patinage au bois de Boulogne, musée du Second Empire, château de Compiègne

## Biographie
- Bénézit, 1911
- American Paintings: A Catalogue of the Collection of the Métropolitan Museumof Art, vol.2, 1985, p. 131-134
- American Paintings at the High Museum of Art, 1994, p. 58

## Galerie

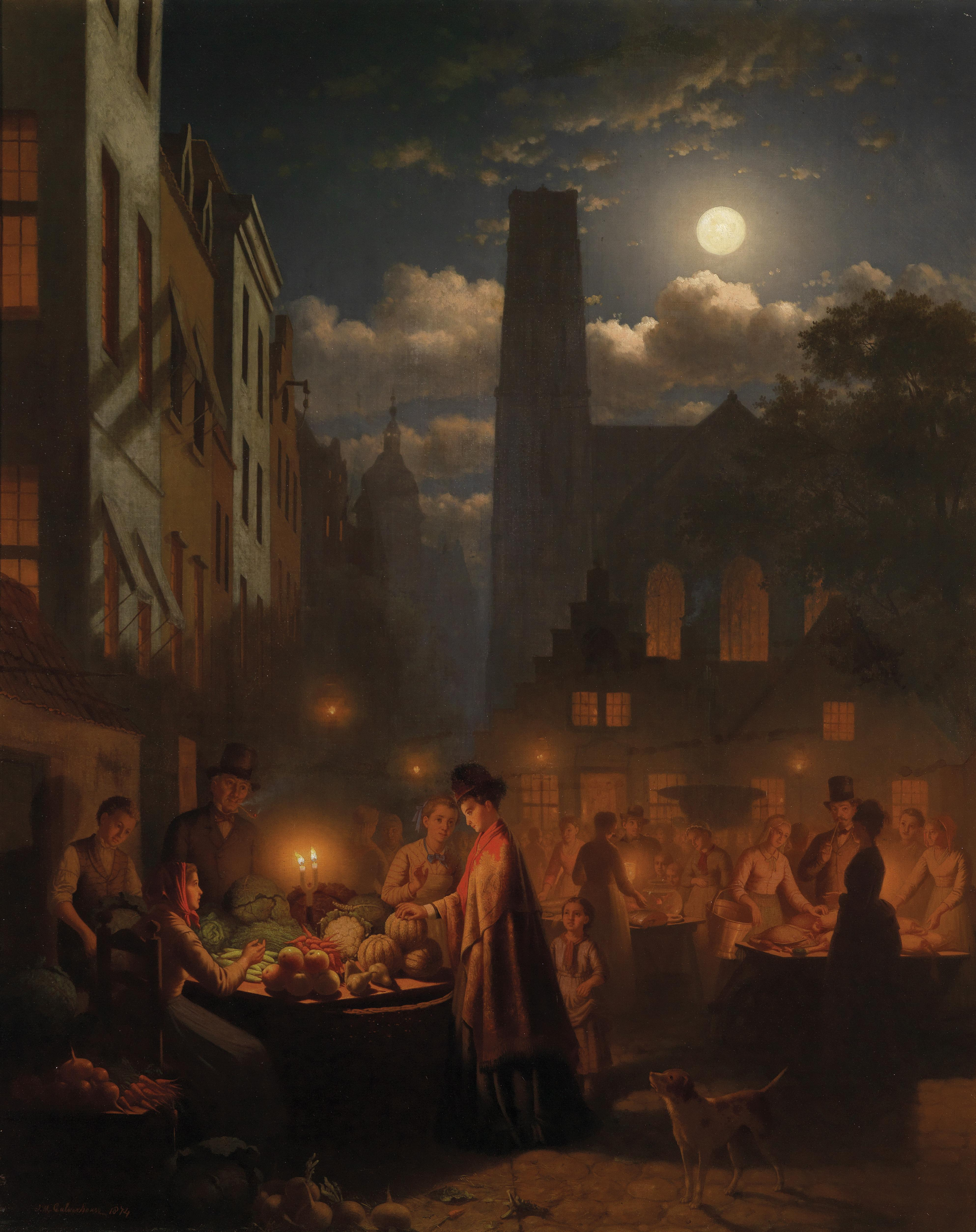
Culverhouse Nächtlicher Gemüsemarkt, 1874
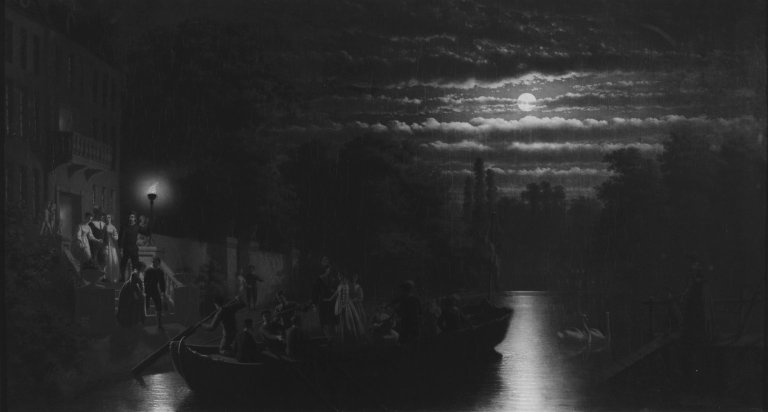
Moonlight Boating Party
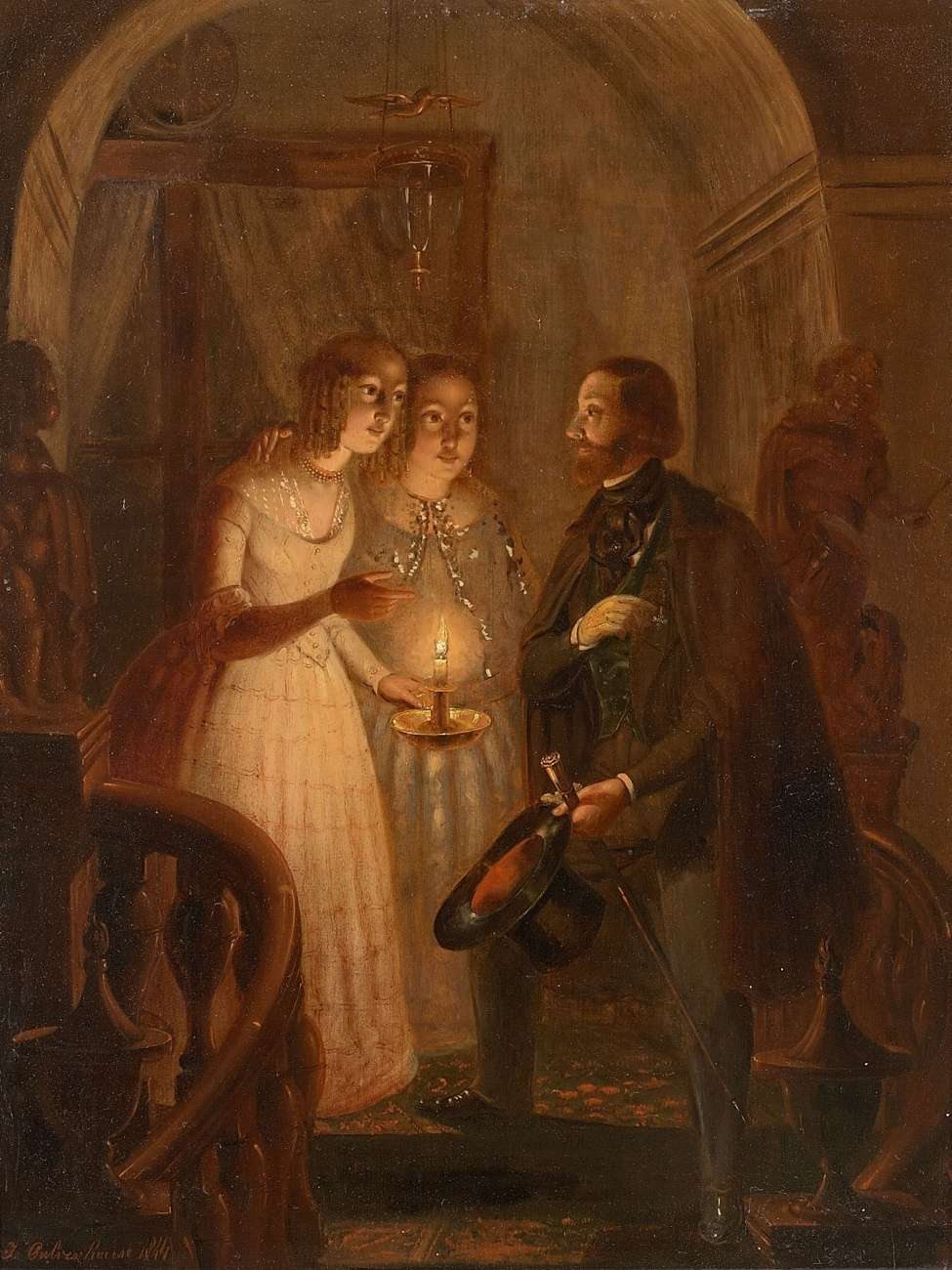
Nächtliche Gesellschaftsszene
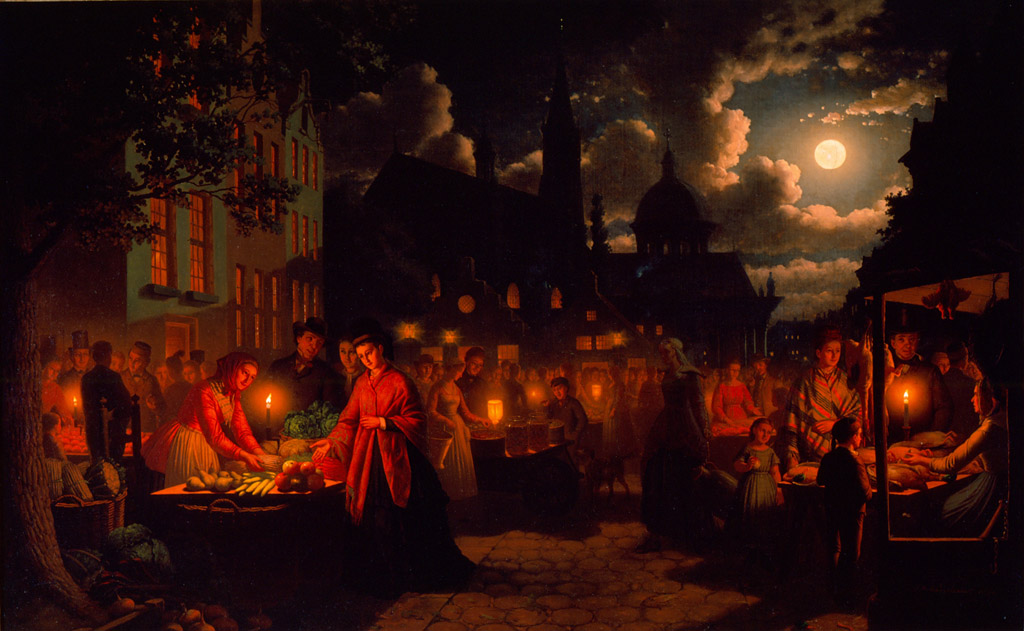
Moonlit Market, 1894
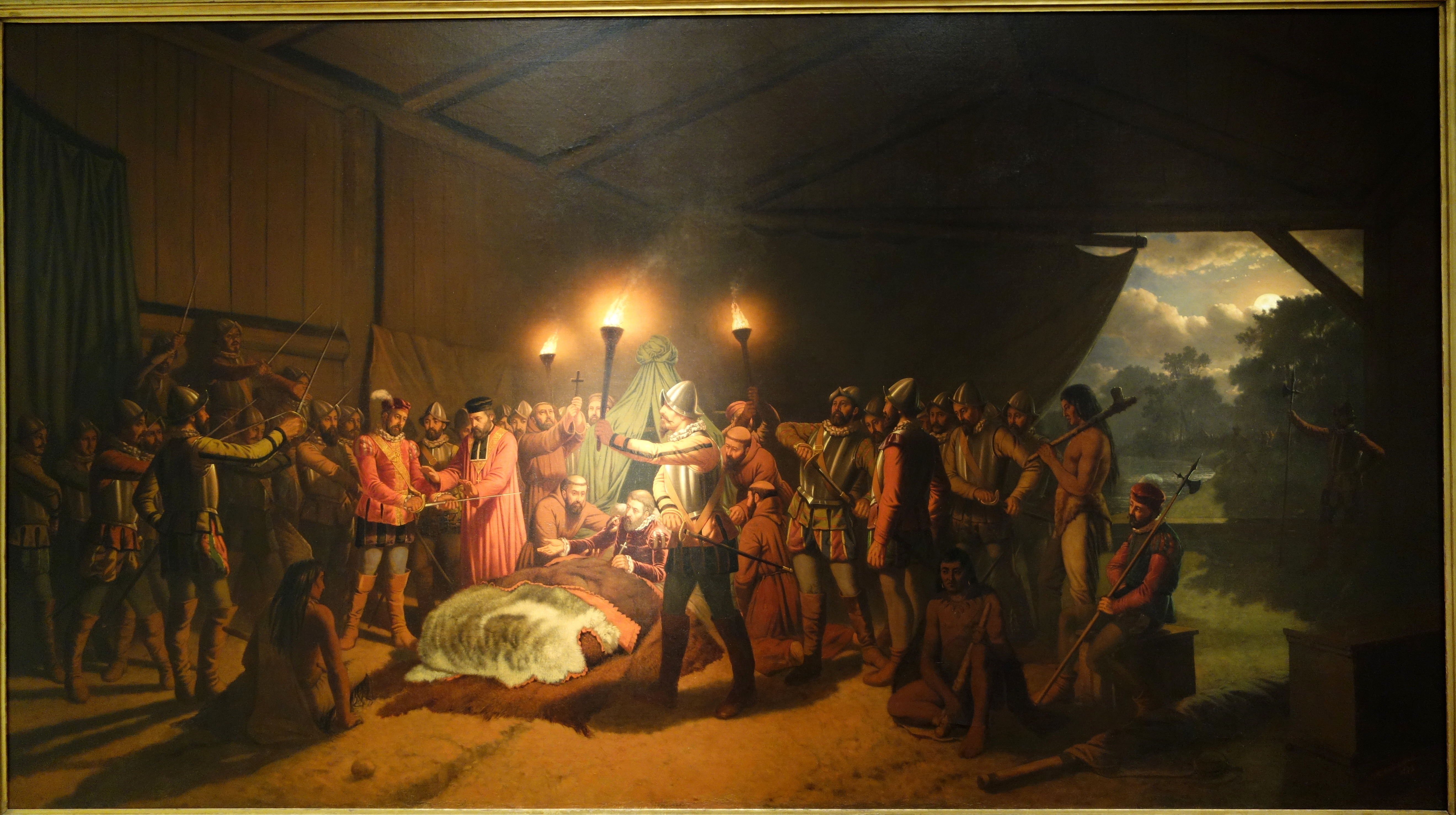
The Death of de Soto, 1873